# Sarita
Sarita település az Amerikai Egyesült Államok Texas államában, Kenedy megyében, melynek megyeszékhelye is. Lakosainak száma 205 fő (2020. április 1.).

## Népesség
A település népességének változása:

| 2010 | 238 |
| 2020 | 205 |